# رابرت اتکینسون (بازیکن فوتبال، زاده ۱۹۹۸)
رابرت اتکینسون (انگلیسی: Robert Atkinson؛ زادهٔ ۱۳ ژوئیهٔ ۱۹۹۸) بازیکن فوتبال است.